# Хадиџа Исмаилова
Хадиџа Исмаилова (азер. Xədicə Rövşən qızı İsmayılova; рођена 27. маја 1976) азербејџанска је радио-водитељка и истраживачка новинарка која тренутно ради за азербејџански сервис Радија Слободна Европа/Радио Слобода, а донедавно је била водитељка дневне емисије İşdən Sonra. Члан је Пројекта извештавања о корупцији и организованом криминалу. У децембру 2014. године, Исмаилова је ухапшена под оптужбом да је подстицала другог на самоубиство, што су организације за људска права јавно критиковале као лаж. Првог септембра 2015, Исмаилова је осуђена на седам и по година затвора под оптужбом да је извршила проневеру и утају пореза. Дана 25. маја 2016. године је азербејџански Врховни суд наложио да Исмаилова буде условно пуштена на слободу.

## Образовање
Хадиџа Исмаилова је похађала Школу #135 у Бакуу и дипломирала је 1992. Потом је 1997. завршила Филологију на Државном Универзитету у Бакуу. Наредних десет година радила је као новинар за бројне домаће и стране медије, укључујући лист „Зеркало”, „Каспијске Пословне Вести” и азербејџанско издање „Гласа Америке”.

## Истраживачко новинарство
Исмаилова је била на челу Азербејџанског сервиса Радија Слободна Европа/Радио Слобода од 2008. до 2010. године, након чега је наставила да ради у тој медијској кући као новинар репортер. Почев од 2010. године, серија њених текстова који се баве корупцијом на државном нивоу у Азербејџану изазвала је велике контроверзе, јер су експлицитно прозивали тренутног председника Азербејџана, Илхама Алијева, његову супругу Мехрибан Алијеву и њихову децу као актере у корупцији. Влада није издала никакво саопштење у вези са било којим од ових извештаја. Два њена чланка су изабрани за најбоље истраживачке извештаје 2010. и 2011. године од стране радија Слободна Европа.
Азербејџански медији су строго контролисани од стране Владе, стога је ова врста истраживачког новинарства врло неуобичајена.
Марта 2010. године, након објављивања чланка у Вашингтон Посту, у коме је коришћен Хадиџин претходни рад као извор информација које наводе да једанаестогодишњи син председника Азербејџана Илхама Алијева поседује некретнине у Уједињеним Арапским Емиратима у вредности од 44 милиона долара, Исмаилова је објавила чланак на основу сопствене истраге која је расветлила пословне активности других чланова председникове породице и блиског круга породичних пријатеља. У чланку се посебно описују активности председникове млађе ћерке Арзу Алијеве, где се наводи да је у њеном власништву банка која никада није приватизована још од њеног оснивања. Арзу Алијева је такође наведена као сувласник холдинга који је освајао ненајављене тендере и преузео контролу свих профитабилних услуга Азербејџан Ерлајнса, као што је аеродромски такси, бесцаринске продавнице, угоститељство у оквиру аеродрома и авионска техничка подршка, без икаквог транспарентног финансијског извештаја.
Следећи контроверзни чланак Исмаилова је објавила у јуну 2011. године, у којем су откривена имена иностраних компанија које су регистроване на име председникових ћерки. Овај извештај такође наводи да су ћерке Илхама Алијева власнице једног од мобилних оператера и 3G монополиста у Азербејџану. У њему се још тврди да је мобилни оператер лажно именовао компанију Siemens за свог правног власника, како би могао да учествује у државним тендерима да би избегао азербејџански закон који не дозвољава учешће новорегистрованим предузећима.
У истраживачком извештају чији је коаутор Исмаилова, објављеном у мају 2012. године, наведено је да је AIMROC конзорцијум задужен за вађење злата и сребра у вредности од 2,5 милијарди долара из рудника Човдар у власништву три панамска предузећа, а као виши руководиоци фирми наводе се супруга и ћерке азербејџанског председника. Кабинет председника је одбио да коментарише о томе.
Дана 12. јуна 2012. године, Народна скупштина Азербејџана је усвојила амандмане на три закона, којима се прописује да од ступања на снагу, информације о власништву компанија, укључујући имена и учешћа власника, могу бити објављене само на основу судских налога или као део полицијске истраге, по налогу агенције финансијског надзора, или уз сагласност власника предузећа. Према Азерирепорту, ово је одговор Владе на новинарску истрагу Хадиџе Исмаилове, која је изнела корупцију азербејџанске владе у јавност. Члан опозиције Илгар Мамедов такође је повезао усвајање амандмана са корупцијским скандалом који је настао због извештаја и рекао је да ће се на овај начин и сам Азербејџан претворити у зону која подржава корупцију и малверзације. Важно је напоменути да је готово истовремено, 13. јуна 2012, Народна скупштина усвојила закон којим се свим бившим председницима и њиховим супругама додељује доживотни правни имунитет.
Још један истраживачки извештај је објављен у октобру 2012. године, као део Пројекта извештавања о корупцији и организованом криминалу, чији је члан била и Хадиџа Исмаилова заједно са још два чешка новинара, у коме се тврди да високи званичници Азербејџана и чланови њихових породица поседују компаније регистроване на њихово име у Чешкој и преко тих компанија поседују луксузне некретнине у Карловим Варима. Имена попут Арзу Алијеве (која наводно поседује вилу у вредности од милион долара), председников таст, Ариф Пашајев, кавкаски исламски верски поглавар Алахшукур Пашазаде, његов брат и уједно члан парламента Џаваншир Пашазаде, посланик Адил Алијев и његов брат Алахверди Алијев, јављају се међу именима азербејџанских власника предузећа у Чешкој Републици, који су тамо заузврат поседовали некретнине. Према извештају Фридом Хауса, азербејџански закон забрањује владиним званичницима, укључујући председника, да поседују предузећа, али нема забране за чланове њихове породице. У свом извештају, Исмаилова је цитирала Васифа Мовсумова, извршног директора Фондације за борбу против корупције са седиштем у Бакуу, наводећи да власништво поменутих фирми од стране посланика представља кршење закона.

## Остала истраживања
У интервјуу за Гуназ ТВ, Хадиџа Исмаилова је изјавила да верује да су исламисти у сарадњи са иранском обавештајном службом били директно одговорни за убиство публицисте Рафика Тагија.
Исмаилова је осудила убиство Гургена Маргарјана од стране азербејџанског официра Рамила Сафарова називајући га „ужасним делом“ и изјавила да га она, за разлику од неких, не сматра херојем. У августу 2012. године, она је навела на свом Фејсбук налогу да је топла добродошлица која је приређена Сафарову при повратку у Азербејџан, након што је изручен и помилован, потиче из чињенице да су „Азербејџанци изгубили рат, изгубили територију у корист окупатора, постали избеглице, изгубили браћу и сестре укључујући цивиле и били су заустављени и спречени да траже правду на ратишту“. Она је такође критиковала председника Алијева јер није искористио своје право да помилује осуђеног криминалца на прави начин, чиме је Азербејџан постао лака мета за критику од стране међународне заједнице.
У августу 2013. године, Исмаилова је коментарисала објављивање списка људи који су проглашени за personae non gratae у Азербејџану због посете региону Нагорно-Карабах који је под окупацијом Јерменије. Том приликом је указала на чињеницу да су неки од људи чија се имена налазе на списку, посебно они којима није наведен разлог забране, у ствари новинари и активисти за људска права којима је очигледно забрањен улазак у Азербејџан јер су критиковали азербејџанску власт у својим текстовима, а није познато да ли су икада посетили Нагорно-Карабах.

## Лишавање слободе 2014
У фебруару 2014, Исмаилова је објавила списак захтева својим поштоваоцима у случају њеног хапшења и снимила је видео поруку у октобру 2014. године у коме објашњава зашто мисли да ће бити ухапшена.
Исмаилова је ухапшена 5. децембра 2014. године. Она је позвана да се појави на суду у општини Сабајил у Бакуу 5. децембра, под оптужбом да је подстицала другог на покушај самоубиства. Осуђена је на два месеца притвора на основу оптужбе по члану 125 Кривичног законика, оптужена за подстицање свог бившег колегу Турала Мустафајева на самоубиство, очекујући казну затвора од три до седам година, у случају да буде осуђена. Њено хапшење се одиграло један дан након што је шеф председничке администрације Азербајџана Рамиз Мехдијев објавио манифест у коме Исмаилову назива „најбољим примером” новинара који раде против владе: „Она организује анти-азербејџанске емисије, даје апсурдне изјаве, отворено показује деструктивни однос према познатим члановима азербејџанске заједнице, и шири увредљиве лажи” и тиме је оптужио Исмаилову за издају.
У фебруару 2015, Исмаилова је додатно оптужена за утају пореза и злоупотребу положаја.